# 20455 Pennell
20455 Pennell este un asteroid din centura principală de asteroizi.

## Descriere
20455 Pennell este un asteroid din centura principală de asteroizi. A fost descoperit pe 9 iunie 1999 la Socorro, New Mexico, în cadrul proiectului LINEAR. Asteroidul prezintă o orbită caracterizată de o semiaxă mare de 2,32 ua, o excentricitate de 0,13 și o înclinație de 6,8° în raport cu ecliptica.